# شیخ سندیان فوقانی
شیخ سندیان فوقانی (به عربی: شیخ سندیان فوقانی) یک روستا در سوریه است که در ناحیه مرکزی جسر الشغور واقع شده‌است. شیخ سندیان فوقانی ۱۳۰ نفر جمعیت دارد.